# Bathycrinus complanatus
Bathycrinus complanatus is een haarster uit de familie Bathycrinidae.
De wetenschappelijke naam van de soort werd in 1907 gepubliceerd door Austin Hobart Clark.